# Library of Congress Subject Headings
Die Library of Congress Subject Headings (LCSH) bilden einen Thesaurus (im Sinne der Bibliothekswissenschaft) mit Schlagwörtern, der von der Library of Congress in Washington gepflegt wird. Die LC Subject Headings helfen Bibliotheken, Dokumente zu sammeln, zu organisieren und zu verbreiten. LCSHs werden jedem Medium im Bibliotheksbestand zugewiesen und erleichtern den Benutzern das Auffinden von weiterer relevanter Literatur zu ihrem Thema. Könnten die Nutzer die Medien nur über den „Titel“ oder andere formale, nicht den Inhalt erschließende Felder wie „Verfasser“ oder „Herausgeber“ suchen, müssten sie sehr viel Zeit darauf verwenden, Medien zu verwandten Themen aufzufinden. Zweifellos würden ihnen hierbei aufgrund der für die sachliche Suche ineffektiven Suchstrategie viele relevante Titel  entgehen.
Mit den LCSH vergleichbare Systeme in anderen Sprachen sind die deutsche Schlagwortnormdatei (SWD) und das  französische Répertoire d’autorité-matière encyclopédique et alphabétique unifié (RAMEAU).

## Eine Kunst und Wissenschaft
Die Beschlagwortung ist eine Aufgabe, die ein hohes Maß an Wissen und Erfahrung erfordert. Ausgebildete Fachkräfte weisen hierbei den einzelnen Medien ihrer Bestände das passende Thema in Form von kontrolliertem Vokabular zu. So steht es jeder Bibliothek frei, ihre Bestände nach eigenem Gutdünken zu beschlagworten, ohne einen allgemein etablierten Standard zu verwenden. Jedoch erleichtert die Nutzung und breite Akzeptanz der Library of Congress Subject Headings den genormten Zugang und das Auffinden von Medien in allen Bibliotheken der Welt, welche ebenfalls den LCSH-Thesaurus verwenden, unter der Voraussetzung, dass die korrekten Schlagwörter von der Bibliothek vergeben wurden. Vor diesem Hintergrund ist es verständlich, dass Entscheidungen über Subject Headings in der Fachwelt oft kontroverse Diskussionen mit sich bringen. 
Trotz des umfassenden Themenspektrums, das der LCSH-Thesaurus abdeckt, kann sich für manche Bibliotheken seine Nutzung als nicht ideal oder effektiv erweisen. Um solche Beständen bzw. deren Nutzern bestmöglich gerecht werden zu können, ergibt sich die Notwendigkeit anderer Schlagwortsysteme. So hat die United States National Library of Medicine (NLM) die Medical Subject Headings (MeSH) entwickelt. Diese werden für ihre zahlreichen medizinischen Datenbanken und Bestände verwendet. Viele amerikanische Universitätsbibliotheken bedienen sich sowohl der LCSH als auch der MeSH.

## Gebrauch
Die LCSH werden in Buchform in fünf großen roten Bänden herausgegeben. Diese werden oft im Handbestand wissenschaftlicher Bibliotheken (vor allem der USA) bereitgehalten. Im Internet werden die Schlagwörter im kostenpflichtigen Library of Congress Classification Web zur Verfügung gestellt. Die Kongressbibliothek veröffentlicht wöchentlich eine aktualisierte Version. Sobald ein Bibliotheksbenutzer das passende Schlagwort gefunden hat, besitzt er ein exzellentes Hilfsmittel zum Auffinden von für sein Thema relevanter Literatur im Katalog seiner Bibliothek (sofern dort die LC Subject Headings verwendet werden). Zunehmend ermöglicht die Verwendung von über das Internet zugänglichen Online-Katalogen (OPACs), dass die Benutzer, sobald sie einen für ihr Thema relevanten Titel im Katalog gefunden haben, durch die Verlinkung der dort vergebenen Schlagwörter mit dem Gesamtkatalog zu einer großen Treffermenge verwandter Literatur gelangen, die mit demselben LC Subject Heading beschlagwortet wurde. So bietet auch der Online-Katalog der Library of Congress die Möglichkeit der sachlichen Suche mit Hilfe der LCSH. Da jedoch die LCSH nicht zwingend der natürlichen Sprache entsprechen müssen, bevorzugen viele Nutzer für ihre Suche im Online-Katalog die Verwendung von Stichwörtern.
Darüber hinaus könnten Bibliotheksnutzer, die mit der Suche im OPAC bzw. mit LCSH nicht vertraut sind, fälschlich annehmen, dass ihre Bibliothek keine Literatur zu dem von ihnen benötigten Thema besitzt, falls sie die Schlagwortsuche anwenden und die Begriffe, die sie benutzen, keinem normierten Schlagwort entsprechen und auch keine Verweisung auf den korrekten Ausdruck existiert. Z. B. gebraucht die Library of Congress anstelle des Begriffs „thermoregulation“ das Schlagwort „body temperature regulation“. Daher ist es der einfachste Weg zur Auffindung eines Schlagworts und zur Benutzung der LCSH, zuerst eine plausible Stichwortsuche durchzuführen, dann aus den in den Treffern verwendeten Schlagwörtern die passenden auszuwählen und mit ihnen eine Schlagwortsuche anzustoßen, um möglichst viel Literatur zum gewünschten Thema zu finden.

## Fazit
Trotz ihrer Schwachstellen werden die LCSH in vielen nordamerikanischen Bibliothekskatalogen und auch weltweit verwendet. Sie dürfen nicht mit der Library of Congress Classification verwechselt werden, die nicht versucht, den thematischen Inhalt von Medien direkt darzustellen, sondern den Titel innerhalb einer sich vom Allgemeinen zum Speziellen verzweigenden Themenhierarchie einordnet. Viele Bibliotheken, besonders Öffentliche Büchereien und Schulbibliotheken, benutzen die Dewey Decimal Classification zur Aufstellung ihrer Bestände, verwenden aber die LCSH zu deren sachlichen Erschließung. 